# حور ويلسوني
حور ويلسوني (الاسم العلمي:Populus wilsonii) هو نوع من النباتات يتبع جنس الحور من الفصيلة الصفصافية.